# Mircea Dobrescu
Mircea Dobrescu   (Buzău, 5 de setembre de 1930 - Bucarest, 6 d'agost de 2015) va ser un boxejador romanès que va disputar tres edicions dels Jocs Olímpics d'Estiu.
El 1952 va prendre part en els Jocs Olímpics d'Estiu de Hèlsinki, on fou cinquè en la categoria del pes mosca del programa de boxa. Quatre anys més tard, als Jocs de Melbourne, guanyà la medalla de plata en la mateixa categoria després de perdre la final per punts contra el britànic Terence Spinks. El 1960, a Roma, disputà els tercers, i darrers, Jocs Olímpics, on fou cinquè en la categoria del pes mosca.
En el seu palmarès també destaquen dues medalles de plata al Campionat d'Europa, el 1955 i 1957, i set campionats nacionals entre 1953 i 1961. Es retirà el 1982.
Va heretar el glaucoma de la seva mare, el qual li provocà la ceguesa els darrers anys de la seva vida.